# Asociación para la Defensa de los Intereses de Macao
La Asociación para la Defensa de los Intereses de Macao (en portugués: Associação para a Defesa dos Interesses de Macau; en chino :澳門公民協會; literalmente 'Asociación de Ciudadanos de Macao'; ADIM) fue una asociación política conservadora y localista portuguesa con sede en el entonces Macao portugués, fundada el 19 de junio de 1974 por Delfino José Rodrigues Ribeiro y Carlos Augusto Corrêa Paes d'Assumpção.
La ADIM mantuvo una estrecha relación de colaboración política con el Centro Democrático Social (CDS), cuya ideología era similar.

## Historia
El 19 de junio de 1974, Carlos Augusto Corrêa Paes d'Assumpção y otros exmiembros de la Acción Nacional Popular, partido gobernante de Portugal hasta la Revolución de los Claveles, formaron la Asociación para la Defensa de los Intereses de Macao, compuesta principalmente por portugueses nacidos en el Macao portugués. d'Assumpção se convirtió en el presidente de la asociación.
En la elección de la Asamblea Constituyente portuguesa de 1975, la ADIM se presentó en la circunscripción de Macao y obtuvo 1.622 votos (0,03%), eligiendo a Diamantino de Oliveira Ferreira como diputado.
El cofundador y líder de ADIM, Carlos d'Assumpção, participó activamente en la redacción del nuevo Estatuto Orgánico de Macao (EOM). En las primeras elecciones legislativas libres de Macao en 1976, d'Assumpção llevó a ADIM a la victoria después de ganar 4 de los 6 escaños elegidos directamente en la Asamblea Legislativa de Macao, recibiendo el 55% de los votos. d'Assumpção fue entonces elegido presidente de la Asamblea Legislativa de Macao, cargo que ocupó hasta su muerte en 1992.
En las elecciones legislativas de 1980, la ADIM obtuvo 1433 votos (59,3%) y 4 escaños por elección directa. La ADIM también logró elegir un diputado (Delfino José Rodrigues Ribeiro) por elección indirecta en el sector de los intereses morales.
En 1984, d'Assumpção encabezó un conflicto inusual con el gobernador de Macao Vasco de Almeida e Costa, que resultó en la disolución de la Asamblea Legislativa ese mismo año. Luego se convocó a una nueva elección y el Gobernador implementó reformas días antes de la disolución de la Asamblea, incluidos incentivos fiscales para el registro de votantes. En consecuencia, los no portugueses se convirtieron en el grupo de votantes más grande en elección directa por primera vez. d'Assumpção, con la ayuda de Pekín, dirigió la Unión Electoral (en portugués: União Eleitoral; en chino :聯合提名委員會; lit.'Comité Conjunto de Nominación') compuesto por varios elementos importantes de la comunidad china, con elementos portugueses y macaenses de la ADIM. La lista obtuvo 16.003 votos (58,87%), con 4 diputados elegidos por elección directa. En 1988, la Unión Electoral, nuevamente dirigida por d'Assumpção, obtuvo 6298 votos (31,41%) y 3 diputados elegidos por sufragio directo, perdiendo la mayoría.
En 1992 muere Carlos d'Assumpção, cofundador y líder de ADIM, poniendo fin a la historia de la Unión Electoral. La muerte, junto con el surgimiento de nuevos grupos cívico-políticos originados en la comunidad china, provocó el declive significativo de la ADIM con poca influencia y actividades, y a partir de 1992 ya no estuvo representada en la Asamblea Legislativa. Tras el retorno de Macao a China, la ADIM desapareció.

## Ideología
A diferencia del liberal Centro Democrático de Macao (CDM), la ADIM tenía como objetivo evitar que Macao fuera descolonizado rápidamente como las colonias portuguesas en África y defender el statu quo de Macao como territorio portugués, en lugar de centrarse en la democratización de Macao. Con la formación de la ADIM, también aumentó la presión local para transformar las estructuras coloniales que aún existían en Macao.

## Resultados electorales

### Portugal
| Fecha | Votos (Macao) | % (Macao)  | Diputados (Macao) |
| ----- | ------------- | ---------- | ----------------- |
| 1975  | 1.622         | 56,4 (1.º) | 1/1               |

### Macao
| Fecha | Votos  | %           | Diputados |
| ----- | ------ | ----------- | --------- |
| 1976  | 1.497  | 54,96 (1.º) | 4/17      |
| 1980  | 1.433  | 59,34 (1.º) | 5/17      |
| 1984  | 16.003 | 58,87 (1.º) | 4/17      |
| 1988  | 6.298  | 34,08 (2.º) | 3/17      |
| 1992  | 948    | 3,44 (9.º)  | 0/23      |